# Пушкарі (Слободський район)
Пушкарі́ (рос. Пушкари) — присілок у складі Слободського району Кіровської області, Росія. Входить до складу Шестаковського сільського поселення.
Населення становить 13 осіб (2010, 26 у 2002).
Національний склад станом на 2002 рік — росіяни 96 %.